# 1995 WO3
1995 WO3 är en asteroid i huvudbältet som upptäcktes den 21 november 1995 av Farra d'Isonzo-observatoriet i Farra d'Isonzo.
Den tillhör asteroidgruppen Nysa.